# Dominikai közösségi labdarúgó-bajnokság (első osztály)
A Dominica Premiere League a dominikai közösségi labdarúgó-bajnokságok legfelsőbb osztályának elnevezése. 1970-ben alapították és 8 csapat részvételével zajlik. A bajnok a bajnokok Ligájában indulhat.

## A 2011–2012-es bajnokság résztvevői
- Aicons FC
- Centre Bath Estate FC
- Dublanc Strickers SC
- Harlem United FC
- Northern Bombers
- RIC Kensboro
- Sagicor South East United
- Wacky Rollers SC

## Az eddigi bajnokok
Korábbi győztesek sorrendben:
| - 1965 : Spartans Sports Club - 1966 : Domfruit Rovers - 1967 : Domfruit Rovers - 1968 : ismeretlen - 1969 : Spartans Sports Club - 1970 : Harlem United FC (Newtown) - 1971 : ismeretlen - 1972 : Harlem United FC (Newtown) - 1973 : Harlem United FC (Newtown) - 1974 : Harlem United FC (Newtown) - 1975 : nem volt bajnokság - 1976 : ismeretlen - 1977 : Kensborough United (Roseau) - 1978 : Kensborough United (Roseau) - 1979 : Spartans Sports Club - 1980 : ismeretlen | - 1981 : Harlem United FC (Newtown) - 1982 : ismeretlen - 1983 : Harlem United FC (Newtown) - 1984 : ismeretlen - 1985 : Antilles Kensboro (Roseau) & Harlem United FC (Newtown) (shared) - 1986-88 : ismeretlen - 1989 : Harlem United FC (Newtown) - 1990 : ismeretlen - 1991 : C&M Motors Potters (Roseau) - 1992 : Harlem United FC (Newtown) - 1993 : Harlem United FC (Newtown) - 1994 : Harlem United FC (Newtown) - 1995 : Harlem United FC (Newtown) | - 1996 : Black Rocks FC (Roseau) - 1997 : Harlem United FC (Newtown) - 1998 : ACS Zebbians (Goodwill) - 1999 : Harlem United FC (Newtown) - 2000 : Harlem United FC (Newtown) - 2001 : Harlem United FC (Newtown) - 2002 : Kubuli All Stars FC (Saint Joseph) - 2003 : Harlem United FC (Newtown) - 2004 : Harlem United FC (Newtown) - 2005 : Dublanc Strikers SC (Dublanc) - 2006 : Harlem United FC (Newtown) - 2007 : Sagicor South East United (La Plaine) - 2008 : Centre Bath Estate (Roseau) - 2009 : Centre Bath Estate (Roseau) - 2010 : Centre Bath Estate (Roseau) - 2011/12 : Harlem United FC (Newtown) |